# Meteorus sedlaceki
Meteorus sedlaceki är en stekelart som beskrevs av Trevor Huddleston 1983. Meteorus sedlaceki ingår i släktet Meteorus och familjen bracksteklar. Inga underarter finns listade i Catalogue of Life.